# Devastation (skib, 1873)
HMS Devastation var et banebrydende panserskib i Royal Navy, med et design, der kom til at danne skole for de følgende års slagskibe over hele kloden. Problemet med at kombinere sejlrigningens pladskrav med kanontårnenes skudfelt blev løst radikalt ved, at sejlføringen blev droppet. Devastation havde nogle aktive år i 1870'erne, og fik derefter mere stilfærdig tjeneste som vagtskib og til sidst blot som en del af den britiske flådes reserve. Navnet betyder "ødelæggelse", og skibet var det tredje og foreløbigt sidste med dette navn, der gjorde tjeneste i Royal Navy.

## Design og konstruktion
Panserskibene af Devastation klassen var det første forsøg i Royal Navy på at kombinere tårnskibets evne til at medbringe de kraftigst mulige kanoner, monitorens store skudfelt, samt en stor aktionsradius - uden brug af sejl. Chefkonstruktøren E.J. Reed udarbejdede i 1869 et projekt, der egentlig blot var en større udgave af hans brystværnsmonitor Cerberus (søsat i 1868), altså et lavskroget skib med et kanontårn på for- og agterdæk. Bevillingen blev givet i Parlamentet i april 1869 og arbejdet gik i gang i november samme år. Da HMS Captain gik til bunds under en storm i september 1870, blev arbejdet imidlertid standset. Reed havde sagt op i juli og var blevet afløst af Nathaniel Barnaby, og under hans ledelse blev designet forbedret, blandt andet med mere udstrakt panser, kraftigere kanoner og bedre plads til besætningen. I sin endelige udformning var Devastation et meget stabilt skib. I hårdt vejr passerede bølgerne hen over for- og agterskib, mens overbygningen midtskibs beskyttede besætningen, der var på 358 mand. Helt i tråd med tidens ideer om søkrigsførelse var det udstyret med vædderstævn. HMS Devastation var på 9.330 ton og 93,6 meter langt. Bredden var 19,0 meter og den gennemsnitlige dybgang var 8,1 meter.

### Fremdrift
Devastation havde fire to-cylindrede dampmaskiner fra firmaet Penn, og de drev parvis de to skruer. Skibet var på prøvesejlads i september 1872, og præsterede ved den lejlighed 6.640 HK, der gav en fart på 13,8 knob. Da skibet ikke førte sejl, var der brug for en stor beholdning af kul. Den var på 1.800 tons, og gav Devastation en rækkevidde på 4.700 sømil ved 10 knob.
Devastation var på værft i 1891-1892 og fik ved den lejlighed blandt andet nye dampmaskiner af tregangs-typen. De præsterede 7.200 HK og øgede skibets fart til 14,2 knob. 

### Artilleri
HMS Devastation havde fire 30,5 cm riflede forladekanoner, fordelt i to kanontårne. De havde et kaliber på 13,5 og kunne affyre granater på op til 706 pund (320,2 kg). På korte afstande kunne granaterne gennembore 40 cm jernpanser. Til forsvar mod torpedobåde blev der i 1879 opstillet seks Nordenfelt maskinkanoner, samt et Gatling maskingevær i masten. og ved samme lejlighed fik skibet to 35,6 cm torpedoapparater installeret.
Forladekanonerner blev udskiftet ved skibets værftsbesøg i 1891-92, og de blev erstattet med 25,4 cm bagladekanoner, kaliber 32. Disse kanoner kunne affyre granater på 500 pund (226,8 kg) og havde større mundingshastighed end de gamle, hvilket betød, at de kunne gennembryde, hvad der svarede til 64 cm jernpanser. Ved samme lejlighed blev Nordenfelt kanonerne erstattet med seks 57 mm og otte 47 mm kanoner.

### Panser
Devastation var beskyttet hele vejen langs vandlinjen af et smedejernspanser, der var 305 mm tykt midtskibs og aftog til 229 mm. Kanontårnene havde ligeledes 305 mm panser, dog forstærket til 356 mm på tårnenes forside. Panseret var fastgjort på et lag teaktræ på mellem 215 og 457 mm. Den samlede vægt af panseret var 2.540 tons og udgjorde dermed 27,2 procent af skibets deplacement. De tilsvarende tal for forgængeren Monarch var 1.364 tons og 16,4 procent.

## Tjeneste
Devastation hejste kommando første gang i januar 1873, og blev officielt afleveret fra værftet i april samme år. Efter Captains forlis var der stor offentlig skepsis mod skibstyper med lavt fribord, så de første måneder blev brugt på at sende Devastation til søs i hårdt vejr, sammen med andre skibe, for at se, hvordan det klarede sig. Øvelserne viste, at Devastation var et godt og stabilt søskib, så fra maj 1874 til april 1875 indgik det i den britisk Kanalflåde. Derpå blev skibet sendt til Middelhavsflåden, og Devastation kom retur til Portsmouth i november 1878. Derefter fulgte en mindre ombygning, blandt andet med lette kanoner, og efter den lå Devastation i reserve i nogle år. I april 1885 indgik det i den "særlige øvelseseskadre" og fra august 1885 til maj 1890 var Devastation vagtskib ved Queensferry (nær Edinburgh). Derefter var skibet på værft og fik blandt andet nyt maskineri og nye kanoner. Fra 1893 til januar 1898 var Devastation vagtskib ved Devonport (nær Plymouth), og fra november 1898 til april 1902 fulgte den sidste udstationering, som vagtskib ved Gibraltar. Det gamle skib må stadig have været i fin form, for Parkes skriver, at Devastation faktisk tilbragte det meste af denne tid sammen med Middelhavsflåden og altså deltog i flådens manøvrer. Devastation afmønstrede i Portsmouth i april 1902 og indgik i reserven. Skibet var på værft i 1904, men blev slettet af flådelisten i 1907 og solgt i maj 1908.

## Eksterne links
- Wikimedia Commons har flere filer relateret til Devastation (skib, 1873)
- "HMS Devastation". battleships-cruisers.co.uk. 2013. Arkiveret fra originalen 24. december 2013. Hentet 29. august 2013.
- www.militaryfactory.com ship_id=HMS-Devastation-1873 Arkiveret 17. juni 2015 hos  Wayback Machine